# Harry Froling
Harrison „Harry” Froling (ur. 20 kwietnia 1998) – australijski koszykarz, występujący na pozycji środkowego, reprezentant kraju.
W 2013 wziął udział w turnieju Adidas Nations, zajmując w nim ósme miejsce, dwa lata później był dziewiąty.
27 stycznia 2019 został zawodnikiem Spójni Stargard.

## Osiągnięcia
Stan na 12 lipca 2020, na podstawie, o ile nie zaznaczono inaczej.

### NCAA
- Uczestnik turnieju NCAA (2017)
- Mistrz:
  - turnieju konferencji American Athletic (2017)
  - sezonu regularnego American Athletic (2017)

### Indywidualne
- Debiutanci Roku australijskiej ligi NBL (2019)
- Uczestnik Nike Hoop Summit (2016)

### Reprezentacja
Seniorska
- Mistrz azjatyckich kwalifikacji do mistrzostw świata (2019)

Młodzieżowe
- Wicemistrz świata U–17 (2014)
- Mistrz Oceanii:
  - U–18 (2014)
  - U–16 (2013)